# プリズム・アーク 〜プリズム・ハート エピソード2〜
『プリズム・アーク 〜プリズム・ハート エピソード2〜』は、2006年8月25日にぱじゃまソフトより発売されたアダルトゲーム作品。

## 概要
2000年に発売された『プリズム・ハート』の続編であり、前作キャラクターの子供世代が活躍する。美少女ゲームアワード2006にてグラフィック賞・ベストキャラクター賞・プロモーション賞を受賞。2006年から2008年には各種ファンディスクが発売されている。
また、ゲーム発売前の2005年に漫画化されたほか、2007年には『PRISM ARK』（プリズム・アーク）のタイトルでアニメ化、および再度の漫画化もされた。2008年4月24日には、5pb.よりPlayStation 2移植版『PRISM ARK -AWAKE-』が発売された。
中世風王国「ヴィントラント王国」を舞台とした恋愛シミュレーションゲーム。戦闘はポリゴンキャラクターをコマンド入力で動かすSRPG、基本シーンはADVの複合型システム。ADVパートでの選択結果により女性キャラクターの好感度が変化し、それぞれへのエンディングに分岐する。
序盤から中盤にかけては、ローゼンベルグ騎士養成学校での学園生活がメイン。中盤以降は宗教戦争を軸に大きな戦いに発展していく。

## 登場人物
声はドラマCD / テレビアニメ・PS2版のもの。PC版は非公開となっている。
ハヤウェイ
声：鈴村健一 / 柿原徹也
ゲーム版の主人公。武器は「アーラ・グラディウス」という名のバスタードソード。主要キャラクターだがフルボイスではなく、ADVパートの一部と戦闘パートのみボイスが付く。基本的には剣士だが、通常ではどちらかでしか使うことのできない攻撃魔法と回復魔法を両方扱える稀有な才能の持ち主。何らかの特別な存在であるようで、物語中でははっきりとした説明はなかったが、ビジュアルファンブック内で多少補完されている。また、ヒロインによって彼の歩む道は大きく変化していく。
上記によると、彼はレリヒオンと同じく『神』の一人であり、太古の文明で高い身体能力、優れた魔法適正、長い寿命を施された存在で、本作の能力はその影響である。
前作で登場したグスタフ王とエコーは彼の義理の祖父母に当たる（18年前〈アニメでは16年前〉に空から降りてきた赤子の彼をエコーが保護し育てた）。
アニメ版では天然度がかなり上がっており、一人称が「僕」など、PC版と比べると丸い性格になっている。
FCB作のコミカライズ版では最後の戦いに勝つも肉体が消滅してしまい、二度と仲間たちに会えなくなるなどBAD要素のある結末となる。
名前の由来はユダヤ教の唯一神ヤハウェのアナグラムである。
プリーシア
声：榊原ゆい / 同左
アニメ版の主人公。ツンツンお姫様。武器は「ルビー・フラッシュ」という名のレイピア。凄腕の剣士だが神楽以外には短気で攻撃的、素直になれない性格。行方不明のヴィントラント王女ではないかと噂されている。
実際はキザーロフの娘であり、本名はプリーシア・フォン・ローゼンベルグ。姫のような振る舞いは、王女の敵対者の目を自分に向けるためのものだった。興奮した時や混乱した時には、父親同様反語が出る。彼女のルートではストーリー終了後、マイステルより王位を譲られて新女王として即位する。
初期段階ではプリンシアという名前であった。発売前人気投票では僅差でシスター・ヘルに敗れて2位。『らぶらぶマキシマム!』の人気投票でも再びヘルに破れ2位となる。
ドラマCDでは大抵オチで彼女が痛い目に遭うため、出演を嫌がっている（冒頭でドラマCDであることを聞いた瞬間に逃げようとするほど）。ハヤウェイたちには「オチの人」として認識されている。
神楽（かぐら）
声：生天目仁美 / 同左
和の国の巫女。武器は「天雅深尊（あまがみのみこと）」という名の弓で、治癒魔法を得意とする。母性本能が強く、寡黙な食いしん坊。普通の人と少し感覚がずれているがお茶目な面もある。
故郷が流行病に襲われた際に「不老不死の薬」を母親に飲まされ、不死に近い驚異的な回復力を身につけ一人生き延びる。これが原因で、寡黙で笑わないようになってしまった。のちに前作の神弥無（カミナ）が率いる組織に引き取られる。
彼女のルートでは、エンディングで不死の力から解放されて故郷に帰り、家族や村人たちを供養した。
後にファンディスクで、彼女がヒロインの「すぷりんぐ・はず・かむ！」と主役を務めた「ちび神楽のぼうけん」が製作された。
フェル
声：水橋かおり / 同左
自称「天才魔法操者」。武器はマジカルハンマー。魔法攻撃を得意とするが、くしゃみなどが原因で魔法を暴発させ場を混乱させることもしばしば。「へちゃー」という口癖がある。
明るく気さくな性格だが、実は天使化の被験者で唯一の脱走者という重い過去を持つ。背中の小さな羽はその名残。自分もいつか彼らのようになってしまうのではないかという思いから、天使に対しては異様なほどの恐怖を示す。
実験場にいたときに出来た友達、シャルの行方を捜している。劇中で彼女が雪を降らせる魔法を開発しようとしたのは、シャルから雪の話を聞き、いつか一緒に見ようと約束したためである。彼女のルートはその展開から比較的人気が高い。『らぶらぶマキシマム!』では自らの意思で究極天使に変身することができるようになる。
PC版ではハヤウェイに一途でフィーリアとよくケンカをしていたが、アニメ版ではあまり気にしていないらしい。
漫画版では学校にて死亡。
名前は英語で失敗を表す「fail」から。
壬生 華鈴（みぶ かりん）
声：松井菜桜子 / 同左
生真面目熱血教官。壬生流剣術という太刀の二刀流で戦う。太刀の名はそれぞれ「虎鉄（こてつ）」と「菊一文字（きくいちもんじ）」。和の国の武士である父とヴィエーラ人の母をもつ。ヴィエーラ王国最強と謳われるテンペル騎士団（テンペルリッター）の騎士。学校へは実技指導にやってきた（実際は問題児だった彼女に対する体のいい厄介払いに過ぎない）。極度の方向音痴で学校内ですら迷う（彼女自身には方向音痴だということの自覚がまったく無い）。
破壊的な料理の腕の持ち主で、彼女の作った料理は人体に有害な効果を発揮する。これはゲーム中のアイテムの効果としても反映されている（これも本人に自覚はない）。剣で斬ることができないからという理由で、幽霊が大の苦手。レリヒオン教の敬虔な信者で、過去の事件からかつての親友だったシスター・ヘル（テレサ）を極度に敵視している。
生まれ育った和の国で「異人の子」といじめられてきたことや、過去の事件で子供たちを救えなかったことにより、常に自分の剣とレリヒオン教を何が何でも信じようという強迫観念に囚われている。彼女のルートはそれらに裏切られ克服するまでの経緯が主体となる。
なお『らぶらぶマキシマム!』の華鈴シナリオ「ダンジョンクエスト」によると、テレサは「華鈴がオバケが苦手」だということをずっと知らなかったようである。
フィーリア
声：桃井はるこ / 同左
主人公の世話焼き・焼き餅焼きでブラコンな妹。主人公を巡ってフェルとよくケンカをする。「〜かな」というのが口癖。武器はモップ（学校の備品）だが戦闘にはほとんど参加しない。
彼女の正体は前作主人公マイステル、前作メインヒロインプリンセアの一人娘で行方不明のヴィントラント王国王女。本名フィーリアレーギス・フォン・グリューネヴァルト。
治癒者としての才能を持っており、彼女のルートの後半では強力な回復魔法を使用できるようになる。名前の「フィーリアレーギス」はラテン語で「王女」の意。女王になる気がまったく無いため『らぶらぶマキシマム!』ではプリーシアに押し付けていたり互いに権利を譲り合ったりしている（ハヤウェイ次第で女王になってもいいと発言してもいるが）。
本作中では攻略対象であるにもかかわらずエッチシーンが存在しなかった。ファンディスク「テレサとハート」で追加されたが、音声は入っていない。『らぶらぶマキシマム!』にもエッチシーンが追加されているが、妄想だったり直接の描写はない。
リッテ・ラートゥス
声：こやまきみこ / 同左
ロリメガネ教師。天才的な頭脳と知識を持つが見た目と性格はかなり子供で、ドジッ娘属性。子供っぽいことを指摘されると大泣きする。魔法攻撃を得意としており、打撃は2つの浮遊魔法石「バド」と「フィス」を相手にぶつける。
父のバードレは天使の開発者であり、彼女自身も過去に天使研究に深く関わっていた。裏ではジュダスの手先として暗躍していたがそれは神と天使を倒して天使の製造技術を封印するための行動だった。フェルたち実験体の脱走の手引きをしたのも彼女である。彼女のルートでは彼女がラスボスとして立ちはだかる。
ネットラジオ『プリズムナイトII』の質問コーナーにて、彼女はヒロイン中最年長であることが明らかとなった。
名前のリッテ・ラートゥスはラテン語で『知識人』の意。
シスター・ヘル / テレサ・ティレット
声：浅川悠 / 同左
「エクスピアティオ（ラテン語で『贖罪』の意）」という名の巨大な十字剣を持つシスター。サブルム軍の傭兵で主人公の前に幾度も立ちはだかる。テレサとしてはメディアードの街で出逢った。子供好きで、孤児院にお菓子を差し入れている。元々は華鈴と同じく敬虔なレリヒオン教信者で彼女の親友だったが、ある事件をきっかけに神の信仰を捨てていた。肉料理を食べることができない。年齢は華鈴より一つ年上。
リッテ同様最初からヴィエーラの実態を知っている人物。かつてはヴィエーラの孤児院で働いていて、華鈴とはそのときに知り合い、親友となった。あるときに引き取られたはずの孤児たちが実験台にされていることを知り、孤児たちと一緒に逃走した。しかし逃げる最中、洞窟へ閉じ込められてしまう。飢えと疲労の極限状態の中、事故で死んでしまった子供の一人を食料として食べてしまい（肉が食べられなくなったのはこのことが原因である）、同時にただ神に祈っても何も起こらないということに絶望、神への信仰を捨てることとなる。そして無事に洞窟から生還した後、復讐のためサブルム軍へ志願した。
元々は優秀な治癒者であったが、神への信仰を捨てた際に治癒能力を心の奥底に封印した結果、封印した力が別の波動として作用したため、肉体強化の方向へ転化している。『らぶらぶマキシマム!』では治癒能力を取り戻し、かつ肉体強化モード（通称「ヘル・モード」）との切り替えが任意に可能になっている。
発売前人気投票では全ヒロイン中第1位を獲得していて、彼女がヒロインのファンディスク「テレサとハート」「らぶり〜ヘルたん」も製作されている（テレサとハートは仕様上音声は入っていない）。後に販売された『プリズム・アーク らぶらぶマキシマム!』の人気投票でも再び1位を獲得した。小説版、アニメ版ともにプリーシアのライバルキャラクター的な立ち位置で登場する。
名前は実在の人物であるマザーテレサから。
エイン・ラッセン
声：神谷浩史 / 寺島拓篤
主人公の寮でのルームメイトで、通称「3バカトリオ」の一人。ドラグーン・クラス（主人公の隣のクラス）所属。
強力な魔法繰者だが、出力を上手く調整できず大威力の魔法しか使えないという欠点がある。自分の魔法の制御の仕方を学ぶため騎士養成学校へとやって来た。あまり人と関わりたがらずクールに見えるが、実は激昂しやすい性格。仕事のために優秀な魔法繰者の相棒を求めるアクティからしつこく誘われており、それを撃退するためにしょっちゅう喧嘩をしている。村を襲った賊を追い払うために慕っていた人を犠牲にしてしまった過去を持ち、それを悔やみ続けている。
アニメ版ではアクティとも特別仲が悪いわけでもなく、クールなところも大分なくなっている。
ユング・フォン・フェルディナント
声：宮田幸季 / 小林ゆう
主人公の寮でのルームメイトで、通称「3バカトリオ」の一人。ドラグーン・クラス（主人公の隣のクラス）所属。
下級貴族の妾腹の子。異母兄が亡くなった後家族と関係が気まずくなり、逃げるように騎士養成学校へとやって来た。なぜかハヤウェイのことを「お兄ちゃん」と呼んで慕ってくる。
優秀な魔法繰者であった異母兄に憧れ自身も魔法繰者を目指すが、才能がないらしく少し強力な魔法になると途端に失敗してしまう。ただし、彼の本当の才能は治癒者としての方面にあり、ハヤウェイとの特訓の際ふとした拍子にその才能を開眼させることになる。思ったことをそのまま歌にする変な癖がある。
アニメ版では思ったことをそのまま歌にする脊髄歌、またブラコンでもなくなっており、最もまっとうな優等生キャラとなっている。
アクティ・アクセル
声：高橋広樹 / 泰勇気
主人公の寮でのルームメイトで、通称「3バカトリオ」の一人。ドラグーン・クラス（主人公の隣のクラス）所属。
妹を養うために騎士養成学校へとやってきた剣士。「ガイツハルス」という名の巨大な鉈のような剣を使う。剣の腕はプリーシアと同等。明るく女好き（スケベ）な性格で、大概はアクティが悪巧みの首謀者となり、他三人が巻き込まれる形となる。収入のほとんどを妹への仕送りに当てているため、常に金欠状態。一攫千金を狙って難易度の高い仕事をこなすためエインを誘おうとしているが、拒否されてしょっちゅう喧嘩になっている。
サブルム軍の襲撃で両親を失っており、隠れていた際に両親の殺害される様子が聞こえてきていたことがトラウマとなり、暗所恐怖症になっている。
アニメ版では嫉妬深い所がなくなり、またトラブルメーカーではなくなっている。
キザーロフ・フォン・ローゼンベルグ
声：岡野浩介 / 同左
ヴィントラント王国の摂政。前作『プリズム・ハート』から引き続き登場。前作ではマイステルを罠にはめたりしていたが、本作では国王不在の王国を支えている一方で、ハヤウェイたちが通う騎士学校の校長をしている。やたらと会話に反語を多用したがる（しかも直後に自分で突っ込んでいる）。普段はただのスケベ貴族だが剣の腕は確かである。
上記のプリーシアの項目であるとおりプリーシアの父親であるが、未だにプリーシアの母親、つまり妻が誰か明らかになっていない。ただ、ぱじゃまソフトがユーザー登録者に配布していた、ぱじゃまちゃんるーむのおまけシナリオ『キザーロフその哀』に、妻の伏線がある。また、暗黒騎士がマイステル王であると気がついた唯一の人物である。
PC版・アニメ版ともさほど変わらない立ち位置のキャラクター。
暗黒騎士（あんこくきし）
声：子安武人 / 速水奨
サブルム帝国軍所属。全身を覆い隠す黒い鎧と竜の翼のようなものを身につけている。強い者と戦うのが生き甲斐で、幾度となくハヤウェイたちの前に立ちはだかる。
正体は3賢者に操られたヴィントラント国王マイステル。サブルムとの最終決戦にてプリーシアルートではキザーロフに、それ以外のルートではハヤウェイに兜（正確には兜についていたプリズム）をたたき割られ洗脳が解ける。
マイステル
声：なし / 小林ゆう（幼少時代）
行方不明となったヴィントラント王国国王で前作『プリズム・ハート』の主人公。
剣聖王の二つ名で呼ばれている。
3賢者によって操られ黒騎士としてハヤウェイの前に立ちふさがる。プリーシアルートではストーリー終了後、王位を退位してプリーシアに譲位した。
プリンセア
声：なし / 浅野真澄
マイステルと共に行方不明となったヴィントラント王国国王の妻で前作『プリズム・ハート』のヒロイン。
騎士王妃の二つ名で呼ばれている。
天使製造の遺跡を動かすための「鍵」としてサブルムの遺跡に囚われている。
コメート
声：なし / 生天目仁美
国王夫妻のメイドでありフィーリアの乳母。戦いに巻き込まれたマイステルとプリンセアからフィーリアを託された。前作『プリズム・ハート』より引き続き登場。アニメ版ではプリンセア・マイステルの過去の語り部を務めた。
エコー
声：なし / 大原さやか
ヴィンラント王国前王妃。前作『プリズム・ハート』より引き続き登場。
前国王のグスタフ王と共にハヤウェイとフィーリアを育てた。孫であるハヤウェイとフィーリアから「お婆ちゃん」と呼ばれると怒る（お姉さんと呼ばせている）。
ゲロート・ポイオス
声：なし / 西松和彦
サブルム帝国の皇帝。元々は一介の将軍だったが、クーデターによって皇帝の座に着いた。
その実態は戦争の黒幕である3賢者の傀儡であり、かつての遠征でヴィントラント軍に母親を殺された恨みを利用されていた。散々3賢者に利用された挙句、最期は用済みとされ殺された。
名前はラテン語で『道化』の意。
ジュダス
声：石井康嗣 / 中村悠一
テンペル騎士団（リッター）団長。華鈴の上司。
その正体はフェルと同じく、天使にされた被験者にして初めての成功例。しかし、副作用で絶えず崩壊の恐怖に襲われている。神の血をひく3賢者には逆らえないようになっていたが、3賢者がハヤウェイたちに敗れた際に現れ、止めをさす。表向きでは子供にも優しい人物だが、本性は醜悪そのものであり、自分以外の人間すべてを見下している。
自らが神となるためにプリンセアから取り出した、神の血族であるヴィントラント王族の因子を取り込み、巨大な天使となる。リッテルート以外では彼がラスボスとなる（バッドEDはボスがいない）。フィーリアルートではさらにフィーリアの因子を取り込み、完全体となる。名前は英語で『裏切り者（もしくはキリストを裏切った十二使徒ユダ）』の意。
3賢者（ケスビム・トーラ・ネイビム）
声：なし / 杉崎亮・丹沢晃之
ヴィエーラ王国の最高権力者。
全ての黒幕。実は何百年も生きている。元々はレリヒオンの弟子だったが、彼の持つウームやアルクの技術を奪うためにレリヒオンを裏切り抹殺している。天使の技術を用い不老不死になろうと企んでいた。自らを神と称してハヤウェイたちに襲い掛かるが逆に倒される。その後天使の細胞が暴走して体が融合、そして精神が崩壊し、天使以下の醜悪な怪物と化してさらに彼らに立ちはだかるが再び破れ、挙句の果てにはジュダスに踏み潰されてあっけない最期を遂げた。
彼らの見た目はいわゆる『見ざる言わざる聞かざる』がモチーフとなっている。
血桜（ちざくら）
声：なし / 寺島拓篤
サブルム帝国の忍者の長。
シャル・キエル
愛称シャリー。雪の国グリュンラントの出身。フェルの親友だった少女。素直で純粋。
フェル同様、ヴィエーラの研究施設で天使の実験体にされていた。脱走の際、フェルを逃がすため自ら囮となる。フェルを逃がすことはできたものの、彼女自身はその後捕まってしまう。フェルのルートでは終盤、究極天使と化し、フェルと悲劇的な再会をする。
ウィン
声：なし / 辻あゆみ
テレサがヴィエーラにいた頃、彼女の孤児院で暮らしていた少女。引っ込み思案なところがある。華鈴に懐いていた。
テレサがヴィエーラの実態を知って逃走する際、テンペル騎士団の追っ手によって華鈴の目の前で断罪の名の下に殺された。
ウェル
声：なし / 辻あゆみ
メディアードの孤児院で暮らしている少女。舌っ足らずなしゃべり方が特徴。おままごとが大好き。原作ではハヤウェイと、アニメ版ではプリーシアと出会う。
エテ
声：なし / 仲西環
メディアードの孤児院で暮らしている少年。いつも鍋を背負っていて、メトと一緒に騎士ごっこでよく遊ぶ。原作ではハヤウェイと、アニメ版ではプリーシアと出会う。
メト
声：なし / 生天目仁美
メディアードの孤児院で暮らしている少年。エテと一緒に騎士ごっこでよく遊ぶ。原作ではハヤウェイと、アニメ版ではプリーシアと出会う。
パルティ
ハヤウェイとテレサが王都で知りあった少女。生意気だが明るく元気で、少しませたところがある。語尾に「〜でし」とつける。
孤児院で育っていたが、里親が決まり、そのためにプレゼントを買おうとしていた。テレサとハヤウェイはそれに付き合い、3人はまるで家族のような時間を過ごす。そして彼女は里親の元へ向かった、はずだった。サブルム侵攻の際、ハヤウェイたちは暴走した究極天使を倒す。しかし、その究極天使の正体はヴィエーラで天使の実験体にされた彼女であった。
『らぶらぶマキシマム!』ハーレムルートでは、テレサが運んだ遺体がリッテに預けられた際に、リッテが遺体をウームに持ち込んで蘇生させたため、生き返って再登場している。組み込まれた天使の因子により、細胞の生命力が強化されているために蘇生が可能となった。天使の因子がまだ残っているため、酒を飲んだりすると再び究極天使化してしまう。
サクリフィス・ラートゥス
リッテの弟。生まれてすぐに母親が他界したため、リッテに面倒を見てもらいながら育った、家族思いの心優しい少年。
体が弱く、一日の大半をベッドですごすほどであった。しかし、父バードレが施した実験により天使の因子を植え付けられ、失敗。暴走し、父をはじめとした研究員を多数殺害し、息絶える。リッテはこの惨劇を目の当たりにし、天使の製造技術の封印を決意した。
バードレ・ラートゥス
リッテ、サクリフィスの父親。元は町で小さな医院を営んでいたが、「蒼き月の惨劇」の後、ヴィエーラの軍事施設で所長に登用された。研究に忙しくてほとんど家に帰れなかったが、家族思いの優しい父親。
元々は息子サクリフィスの体を直すためにも研究をしていた。しかし、徐々に人間の天使化の研究に心を奪われ、狂気に囚われてしまい、ついには息子にその実験を施す。実験は失敗し、暴走したサクリフィスに殺された。
ユリアーナ・ユスティーナ
エインに魔法を教えた先生。エインより5歳年上の女性。村を襲った賊を追い払うために戦ったが多勢に無勢で負けしまい捕まってしまった。エインに魔法を使うように言い犠牲になった。その後は村に暮らしていてエインに手紙を送っている。エインの言っていた「犠牲」は顔に一生ものの火傷を負ったということ。
シーラ・アクセル
アクティの妹。アクティより3歳年下。
フレデリック・フォン・フェルディナント
故人。下級貴族フェルディナント家の長男で、ユングの異母兄。優秀な魔法繰者であり、ユングが目標にしていた人物。体が弱い。
ユングの「思ったことをそのまま歌にする」癖は彼が原因。
瓢慈（ひょうじ）
和の国の破戒僧。神楽の回想シーンで登場し、ある重要な役を担う。
全滅した村人の死を受け入れられずにいた神楽を発見した人物であり、両親の死体を破壊する様を見せることで神楽に正気を取り戻させた。その正体は時の政権に仕える裏陰陽道の隠密部隊「風切りの珠（かざきりのたま）」の密偵。
フローライト
宿屋「風車亭」（前作『プリズム・ハート』で舞台となった場所）のウェイトレス。
ルーア
声：なし / 門脇舞以
PS2版の追加ヒロイン。武器は「カリス・ロンギアス」という名の槍。サブルム兵に襲われていたところをプリーシアたちに助けられた。記憶喪失になっている。
PS2版より一足先に『プリズム・アーク らぶらぶマキシマム!』や『プリズム・アーク れいんぼ〜☆ドラマCD2』に登場している。ただし、『らぶらぶマキシマム!』に出演した際には販促のためのゲストという扱いで、1シーンしか登場しない。PC版には登場していないことから「ルーアは皆を知っているが、皆の方は誰もルーアと面識がない」というネタにされている。
エティル
『らぶらぶマキシマム!』のハーレムルートに登場する新ヒロイン。ローゼンベルグ騎士養成学校の保険医代行。前任の保険医（エミリ・スターフィールド）が王宮魔法ギルドに転属になったため、臨時に雇われている。作品中最大のバストサイズ (102 cm) の持ち主。頭脳明晰でサバサバした口調が特徴的。ことあるごとにハヤウェイを誘惑してくる。
その正体はリッテが実験に用いていた身体変化の魔法石が変化したもの。リッテが落とした髪や唾液が核となり、かつナイスバディになりたいというリッテの強い想いを受けたため、リッテの記憶に強く焼きついている母親の姿と巨乳を兼ね備えた姿をしている。また、リッテの想いを受けた際にリッテの記憶を継承しているため、様々なことに詳しくなっている。
ブリジット
声：なし / 阿澄佳奈
アニメ版オリジナルキャラクター。
本名セリマ。ゲロートの姪で、サブルム帝国軍所属のアサシン。プリーシアを暗殺すべく騎士養成学校に入学してくるが、実力はあるものの不幸なうえ究極のドジっ子であるため、やること成すことがすべて裏目に出てしまう。語尾に「〜です、はい」と付けるのが口癖。ペガサス組に所属し、フェルのルームメイトとなる。
プリーシア様親衛隊
アイラ・マッシー・オルツィーの剣士3人娘。全員アニメ版オリジナルキャラクター。コンビネーション技「乙女ハリケーンアタック」を得意としている。
アイラ
声：なし / 小林ゆう
3人娘のリーダー格でプリーシア様親衛隊を結成するが、当のプリーシアには冷たく突き放される。思い込みが激しい性格で、入学式でプリーシアに恥をかかせたハヤウェイを敵視している。剣士だが魔法の心得もあるようで、金ダライを召喚する魔法を使用する。
マッシー
声：なし / 太齋寛子
親衛隊の副隊長で、アイラと似て強引な性格。同じくハヤウェイを「女の敵」と見なしている。デコが光る。
オルツィ
声：なし / 後藤沙緒里
他の2人と違い気弱な性格で、親衛隊での過激な活動も2人に引きずられる形に過ぎず、実はハヤウェイに思いを寄せている。その割にはトラップに容赦なく、ギロチンを仕掛けたりもする。

## 天使
遺跡から発掘された疑似生命体。元々は労力として存在していたが、サブルム帝国が使う兵器の総称へと変わった。羽根があり、頭の近くに天使の輪のような痕跡があることからそう呼ばれており、様々なタイプが存在する。本来の天使は人型で温和なものが多いのだが、サブルムで生み出されたものは兵器として生み出されているため凶暴。サブルム地下にある、ウームという天使製造施設で製作されている。ヴィエーラはさらに人体に天使の因子を組み込むという、非人道的な実験と研究を続けて発展させていた。その実験により生まれたのが究極天使である。
轟力天使 ザクェル
重騎士のような姿をした、1番初めに目撃された天使。「蒼き月の惨劇」の際に現れ、ヴィントラント兵たちを混乱させた。
攻速天使 ラディェル
可変機能を持っている天使。飛行詠唱プログラムにより、浮遊している。ザクェルと比べると細身だが、機動性はトップクラスであり、十分な攻撃力も持ち合わせている。高速モードに変形することができ、そのスピードは音速を超えるほど。
光輪天使 ファギェル
物語の1年ほど前から目撃されるようになった天使。他の天使よりも一回りほど巨大。背中の輪状部分が変形して大砲となり、「光の矢」を放つ。その威力は通常戦闘の4倍もの被害を出すといわれている。リッテも授業で、対処には相当の被害を覚悟するしかないと教えている。
究極天使 ウルティマ・アンゲル
ヴィエーラで密かに開発されていた天使。第7次十字聖軍遠征（サブルムへの侵攻）の切り札となった。全部で12体存在する。しかし、他の天使同様禍々しい雰囲気を湛えている。
従来の天使は製造の過程の上で、何かしらの欠点があった。それを克服するため用いられたのが、人間に直接天使の因子であるα細胞を埋め込むことであった。その結果生まれたのが究極天使である。しかしそれでも究極天使として完成するのは稀であり、ほとんどのものが拒絶反応やα細胞の暴走に耐え切れなかった。結果として12体完成しているが、その下には何人もの人間が犠牲となっている。また被験者はα細胞によって精神が崩壊しているため、暴走する危険性もある。なお内部データには12体それぞれに名前があるが、本編では出てこない。

## スタッフ・主題歌
- 原画：メイン大野哲也、ディフォルメ：娘太丸
- シナリオ：亜麻矢幹
- 音楽：I've Sound / OdiakeS

PC版主題歌
- オープニングテーマ「贖罪のラプソディー」
  - 歌：桃井はるこ、作詞：Kaoru Minato・大野哲也、作曲・編曲：OdiakeS
- 2ndオープニングテーマ「原罪のレクイエム」
  - 歌・作詞：KOTOKO、作曲・編曲：C.G mix
- エンディングテーマ「Sigh…」
  - 歌・作詞：桃井はるこ、作曲・編曲：OdiakeS、
- 2ndエンディングテーマ「追憶のノクターン」
  - 歌：中原涼、作詞：みるくくるみ、作曲：大藤史、編曲：鈴木達也

PS2版主題歌
- OPテーマ「悠遠のアミュレット」
  - 歌：momo-i、作詞・編作曲：志倉千代丸、編曲：磯江俊道
- EDテーマ「RISE」
  - 歌：榊原ゆい、作詞：吉野麻希、作曲：濱田智之、編曲：沖中丈

## ファンディスク
『プリズム・アーク』のキャラクターを用いたミニゲームを収録したファンディスクが発売されている。

### テレサとハート プリズムアークミニミニファンディスク
- 2006年12月のコミックマーケット71およびオフィシャル通販で限定販売された『プリズムアーク DXサウンドセット』に付属する。ボイスはなし。
- 公式サイトで行われたキャラクター人気投票で第1位を獲得したシスター・ヘルの後日談を描いたミニストーリーと、本編にはなかったフィーリアのHシーンが収録されている。流通数が少ないため、中古でも入手は困難となっている。

テレサとハート
戦いの後、テレサとハヤウェイは孤児院で孤児たちと共に暮らしていた。ある日、2人のもとに1通の手紙が届く。
フィーリアとハート
フィーリアの出生の秘密が明らかになった。しかし、気持ちの通じたフィーリアとハヤウェイは…。

### じゃらじゃらアーク
- 2007年12月のコミックマーケット73で販売された『プリズム・アーク 2007WINTERセット』に付属する『じゃらじゃらアーク 〜学園ほうろう記〜』と、『プリズム・アーク らぶらぶマキシマム!』の予約特典『じゃらじゃらアーク 〜女神の鎮魂歌（レクイエム）〜』の2種類が存在する。
- それぞれ攻略キャラクターが異なり、『学園ほうろう記』ではプリーシア、神楽、フェル、フィーリアの4人、『女神の鎮魂歌』ではプリーシア、テレサ、華鈴、リッテの4人となっている。

### プリズム・アーク らぶらぶマキシマム!
- 2008年1月25日発売。各ヒロインとの後日談およびハーレムルートが収録された『プリズム・アーク らぶらぶマキシマム!』と、本編の戦闘を用い様々な条件下で敵を倒すことを目的とした詰め将棋的な戦闘ゲーム『パズル・アーク アルティメットバトル』からなる。

## コミック版
電撃大王版
ゲーム発売に先行して『月刊コミック電撃大王』（2005年12月号 - 2006年10月号）にて佐伯達也によるコミック版が連載された。
単行本は2006年11月27日発売で全1巻 (ISBN 4-8402-3673-9)。
アライブ版
テレビアニメ化と連動して『月刊コミックアライブ』（2007年8月号 - 2009年2月号）にて連載された。作画はFBC。
単行本は全3巻。
1. 2007年12月22日発売 ISBN 978-4-8401-1979-5
2. 2008年7月19日発売 ISBN 978-4-8401-2249-8
3. 2009年1月23日発売 ISBN 978-4-8401-2519-2

## テレビアニメ
『PRISM ARK』（プリズム・アーク）のタイトルで、2007年10月より独立UHF局系にて放送された。全12話。
主要スタッフは原作のオープニングムービー制作スタッフとほぼ同じだが、声優陣は原作やドラマCDからヒロインとキザーロフ以外の全員が変更となった。また、主人公もハヤウェイからプリーシアへ変更。そのため、原作でハヤウェイに起きたイベントがプリーシアで起きることが多い。
なお、監督の大張正己が本作の前に手掛けた『獣装機攻ダンクーガノヴァ』と同じく、本作にも過去の大張作品からのパロディが散見される。また大森英敏が参加した話では、『内閣権力犯罪強制取締官 財前丈太郎』のようなカットイン演出が散見される。

### スタッフ
- 原作 - ぱじゃまソフト
- 監督 - 大張正己
- シリーズ構成 - ほそのゆうじ
- キャラクター原案 - 大野哲也
- キャラクターデザイン - 江端里沙
- サブキャラクターデザイン - 細田直人、浜崎賢一
- プロダクションデザイン - 中北晃二
- アクション監督 - 鈴木藤雄
- 美術監督 - 井上一宏
- 色彩設定 - 斎藤麻記
- 撮影監督 - 山田和弘
- 編集 - 西重成
- 音楽 - 遠藤成樹、三輪学
- 音響監督 - 亀山俊樹
- プロデューサー - 吉沼忍、古家知加子、小柳路子、関根良樹
- アニメーションプロデューサー - 金子逸人
- アニメーション制作 - FRONTLINE
- 製作 - プリズム・アーク製作委員会（メディアファクトリー、マーベラスエンターテイメント、5pb.、ぺんしる）

### 主題歌
オープニングテーマ「そして僕は…」（第2話 - 第11話）
歌 - 榊原ゆい / 作詞・作曲 - 志倉千代丸 / 編曲 - 磯江俊道
- 第1話はエンディングテーマとして使用。第12話はオープニングなし。

エンディングテーマ「オペラファンタジア」（第2話 - 第12話）
歌 - momo-i / 作詞・作曲 - 志倉千代丸 / 編曲 - 磯江俊道

### 各話リスト
| 話数       | サブタイトル               | 脚本         | 画コンテ        | 演出           | 作画監督                             |
| ---------- | -------------------------- | ------------ | --------------- | -------------- | ------------------------------------ |
| EPISODE-1  | 騎士たちの戦場             | ほそのゆうじ | 大張正己        | 大張正己       | 大龍之仁 江端里沙                    |
| EPISODE-2  | 騎士たちの学園（はなぞの） | ほそのゆうじ | 豊増隆寛        | 豊増隆寛       | 大籠之仁 番由紀子 野田めぐみ         |
| EPISODE-3  | 騎士たちの目標             | 神山修一     | 安形裕篤        | 斉藤良成       | 斉藤良成                             |
| EPISODE-4  | 騎士たちの誇り             | 神山修一     | 吉田徹          | 吉田徹         | 実原登 古川英樹                      |
| EPISODE-5  | 騎士たちの試練             | 冨岡淳広     | 吉田泰三        | 吉田泰三       | 小山知洋                             |
| EPISODE-6  | 騎士たちの休日             | 米村玲香     | 小林一三        | 福本潔         | 桂正三 大貫希                        |
| EPISODE-7  | 騎士たちの初陣             | ほそのゆうじ | 大森英敏        | 吉田徹         | 実原登 古川英樹                      |
| EPISODE-8  | 彷徨う騎士たち             | 米村玲香     | 大張正己        | 黒田晃一郎     | 井上善勝 YUN JUNG HEE                |
| EPISODE-9  | 再会する騎士たち           | ほそのゆうじ | 山口頼房        | 山口頼房       | 斉藤良成 野田めぐみ 齊藤寛           |
| EPISODE-10 | 騎士たちの剣魂（ハート）   | 神山修一     | 屋幸秀          | いしはらあゆみ | 小山知洋 Choi Young Hee Jung Gee Hee |
| EPISODE-11 | 騎士たちの円舞             | 神山修一     | 吉田徹 大森英敏 | 吉田徹         | 実原登 古川英樹                      |
| EPISODE-12 | 騎士たちの閃光（アーク）   | ほそのゆうじ | 大籠之仁        | 大張正己       | 野田めぐみ 大籠之仁                  |

### 放送局
| 放送地域 | 放送局     | 放送期間                      | 放送日時           | 放送区分       | 備考             |
| -------- | ---------- | ----------------------------- | ------------------ | -------------- | ---------------- |
| 千葉県   | チバテレビ | 2007年10月7日 - 12月23日      | 日曜 24:30 - 25:00 | 独立UHF局      |                  |
| 神奈川県 | tvk        | 2007年10月7日 - 12月23日      | 日曜 25:30 - 26:00 | 独立UHF局      |                  |
| 東京都   | TOKYO MX   | 2007年10月9日 - 12月25日      | 火曜 25:30 - 26:00 | 独立UHF局      |                  |
| 兵庫県   | サンテレビ | 2007年10月10日 - 12月26日     | 水曜 26:10 - 26:40 | 独立UHF局      |                  |
| 愛知県   | テレビ愛知 | 2007年10月11日 - 12月27日     | 木曜 25:58 - 26:28 | テレビ東京系列 |                  |
| 埼玉県   | テレ玉     | 2007年10月12日 - 12月28日     | 金曜 25:30 - 26:00 | 独立UHF局      |                  |
| 日本全域 | AT-X       | 2007年10月15日 - 2008年1月3日 | 月曜 17:00 - 17:30 | CS放送         | リピート放送あり |

## ラジオ
2005年8月から2008年1月までインターネットラジオ『プリズムナイト』、『プリズムナイトII-ツヴァイ-』、『プリズムナイト・プリンセス』の各番組が配信され、2008年1月から3月まではラジオ番組『プリズムアウェイク』が文化放送で放送された。
『プリズムナイト』『プリズムナイトII-ツヴァイ-』『プリズムナイト・プリンセス』
『プリズムアウェイク』
2008年1月から3月まで、文化放送『白石涼子の聞かなきゃ☆そん♪Song!』（毎週木曜日 26時00分 - 27時00分）で約10分間の番組内番組として放送された。全13回。
パーソナリティは桃井はるこ（フィーリア役）、村田あゆみ。5pb.のサイトでは完全版が配信された。

## 関連商品

### ドラマCD
プリズム・アーク れいんぼ〜☆ ドラマCD 校長の試練場
発売日：2007/8/24 品番：HBDC-029
プリズム・アーク れいんぼ〜☆ ドラマCD2 プリズム学芸会スペシャル 新説？プリズム・アーク！
発売日：2008/2/15 品番：HBDC-040
プリズム・アーク れいんぼ〜☆ ドラマCD3 超魔法合神プリズマックス・アーク
発売日：2008/9/26 品番：HBDC-050
プリズム・アーク ドラマCD シスター・ヘル プリズム変化
発売日：2008/1/25 品番：ZMCZ-3699

### カードゲーム
Lycee
シルバーブリッツのトレーディングカードゲーム、Lyceeに参戦している。収録エキスパンションは、PRODUCTION PENCIL1.0など。